# Самарско метро
Самарският метрополитен (на руски: Самарский метрополитен) е системата от линии на метрото в град Самара, Русия.
Влиза в експлоатация на 26 декември 1987 г. То става 5-ото метро в Русия и 12-о на територията на бившия СССР (дотогава метрополитени има в Москва, Ленинград, Киев, Тбилиси, Баку, Харков, Ташкент, Ереван, Минск, Горки, Новосибирск). Има 1 линия, с дължина 12,7 км, на която са разположени 10 станции.

## История
Към разработването на техническия проект на метрото в гр. Самара (тогава: Куйбишев) се пристъпва през ноември 1977 г. Проектът е възложен на института Метрогипротранс към Министерството на транспортното строителство на СССР, а работната документация – на неговия филиал Горьковметропроект, гр. Горки (днес: Нижни Новгород). По план е трябвало първата линия да бъде открита по случай 70-годишнината от Октомврийската революция през 1987 г.
През септември 1980 г. започва строителството на тунелите в участъка между МС „Проспект Ленин“ (днес „Росийская“) и МС „Октябрская“ (днес „Алабинская“). След като е построен тунел, участъкът е консервиран, а вместо него започва изграждането на друг участък, започващ от „Юнгородок“, където се намират големите промишлени предприятия на града. В края на 1980 г. започва строителството на първата станция „Юнгородок“. Първият щит (тунелопробивен комплекс) е монтиран през септември 1981 г. и започва прокопаването на тунелите.
На 6 ноември 1987 г. е пуснат пробният рейс, а на 25 декември е подписан актът за приемането на Първата линия с 4 станции. На 26 декември 1987 г. метрото влиза в експлоатация.
Хронология
| Участък                  | Дата на откриване   | Дължина |
| ------------------------ | ------------------- | ------- |
| Юнгородок – Победа       | 26 декември 1987 г. | 4,5 км  |
| Победа – Советская       | 31 декември 1992 г. | 1,6 км  |
| Советская – Спортивная   | 25 март 1993 г.     | 1,4 км  |
| Спортивная – Гагаринская | 30 декември 1993 г. | 1,5 км  |
| Гагаринская – Московская | 27 декември 2002 г. | 1,3 км  |
| Московская – Росийская   | 26 декември 2007 г. | 1,1 км  |
| Росийская – Алабинская   | 26 декември 2014 г. | 1,3 км  |
| Всичко: 10 станции       |                     | 12,7 км |

## Перспективи
Според перспективните планове метрото в гр. Самара би трябвало да разполага с 3 линии (схема).
Първа линия
В проект са следните бъдещи станции: „Самарская“, „Театралная“, „Криля Советов“. След изграждането на „Криля Советов“ ст. „Юнгородок“ (намираща се до депото) ще бъде закрита.
Завършването на първия етап (до 2015 г.) трябва да осигури свързването на промишлената зона с културния и административен център на града.
Втора линия

Планираната Втора линия включва електродепо и 11 станции (названията са условни):
- Вокзалная
- Клиническая
- Московская-2
- Революционная
- Орловская
- XXII Партсъезда
- Титовская
- Ипподром
- Ташкентская
- Зоопарк
- 18-и километър

Трета линия
Третата линия е перспективна и названия на станциите и трасе за нея още няма утвърдени. За нейното строителство се споменава още в първите планове на метрото. По-късно от нея се отказват. В днешни дни идеята за линия на метрото в Самарско заречие (на другия бряг на реката) отново е възродена, във връзка с националния проект „Достъпно жилище“. Срокове за нейното изграждане не се споменават.

## Подвижен състав
Метрото в Самара се обслужва от 4-вагонни композиции метровагони от типа 81 – 717/714. Има изградено депо, разположено до МС „Юнгородок“.